# الهامه قاسم‌اوا
الهامه قاسم‌اوا (ترکی آذربایجانی: İlhamə Qasımova؛ زادهٔ ۲۴ مهٔ ۱۹۷۶) خواننده اهل جمهوری آذربایجان است.